# Achias strigatus
Achias strigatus är en tvåvingeart som beskrevs av De Meijere 1913. Achias strigatus ingår i släktet Achias och familjen bredmunsflugor. Inga underarter finns listade i Catalogue of Life.